# Maledetta rabbia
Maledetta rabbia è un singolo del cantautore italiano Blanco, pubblicato il 20 giugno 2025.

## Descrizione
Il brano, scritto dallo stesso cantautore con Alessandro Raina e Davide Simonetta, in arte d.whale, è prodotto da Michele Zocca, in arte Michelangelo.

## Promozione
L'uscita del brano è stato annunciato dallo stesso cantautore il 17 giugno 2025 attraverso i suoi profili social, anche se alcuni giorni prima, l'11 giugno, era stato anticipato con il titolo Odio l'estate.

## Video musicale
Il video musicale, diretto da Francesco Lorusso x Broga's e prodotto da Maestro, è stato pubblicato in concomitanza all'uscita del brano attraverso il canale YouTube del cantautore.

## Tracce
Testi di Riccardo Fabbriconi, Alessandro Raina e Davide Simonetta, musiche di Michele Zocca.
1. Maledetta rabbia – 2:35

## Classifiche
| Classifica (2025) | Posizione massima |
| ----------------- | ----------------- |
| Italia            | 18                |